# I Have Questions
I Have Questions est une chanson de l'artiste cubano-américaine Camila Cabello. Elle sort le 22 mai 2017 sous la forme d'une vidéo avec paroles,. Cabello a depuis chanté cette chanson sur de nombreux plateaux de télévision.  

## Classements internationaux
| Classement (2017)    | Meilleure position |
| -------------------- | ------------------ |
| France (SNEP)        | 94                 |
| Portugal             | 82                 |
| Espagne              | 9                  |
| Billboardbubbling100 | 24                 |